# Gil Blas

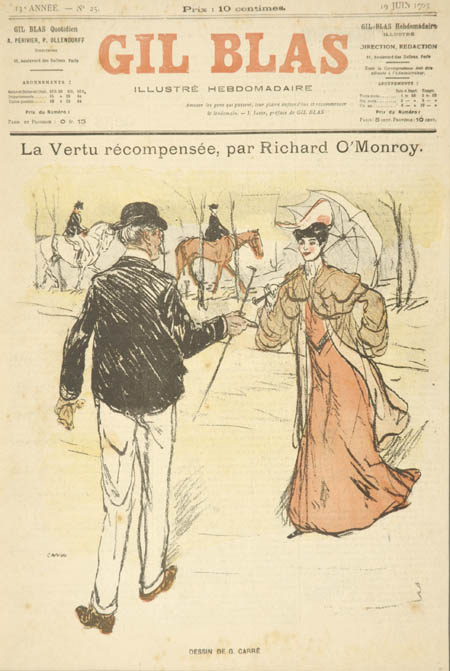
Una delle copertine del Gil Blas.

Gil Blas è stato un giornale quotidiano francese.
Fondato nel novembre 1879 da Auguste Dumont, Gil Blas terminò le pubblicazioni nel 1914. Fu a carattere prevalentemente letterario e vi vennero pubblicati celebri romanzi come L'opera e Germinal, entrambi di Zola, e molti dei racconti di Guy de Maupassant.

## Collaboratori
- Paul Alexis
- Paul Arène
- George Auriol
- Jules Barbey d'Aurevilly
- Émile Bergerat
- Tristan Bernard
- Léon Bloy
- Paul Bourget
- Robert Caze
- Léon Cladel
- Georges Courteline
- Charles Desteuque
- Georges d'Esparbés
- Albert Guillaume
- Clovis Hugues
- Maurice Lefebvre-Lourdet
- Guy de Maupassant
- René Maizeroy
- Hector Malot
- Catulle Mendès
- Georges Ohnet
- Richard O'Monroy
- Jules Renard
- Jean Richepin
- Henri Rochefort
- Jules Vallès
- Pierre Veber
- Villiers de L'Isle-Adam
- Émile Zola